# الحرارة الحمراء (فلم)
الحرارة الحمراء (بالإنجليزية:Red Heat)، هو فيلم أكشن أمريكي أنتج عام 1988 شارك في كتابته وانتاجه وإخراجه والتر هيل. الفيلم من بطولة أرنولد شوارزنيجر بدور (إيفان دانكو) قائد ميليشيا موسكو وجيم بيلوشي (بدور آرت ريدزيك) وهو محقق شرطة شيكاغو. يجد دانكو و ريدزيك نفسيهما في نفس القضية فيعملان كشريكين للقبض على تاجر المخدرات الجورجي الماكر والقاتل فيكتور روستافيلي (الممثل إد أوروس) الذي قتل شريك دانكو السابق في الاتحاد السوفيتي.
صورت معظم مشاهد الفيلم في الاتحاد السوفيتي باستثناء بعض اللقطات في المجر. حصل شوارزنيجر على راتب قدره 8 ملايين دولار لدوره في الفيلم.

## وصلات خارجية
- مقالات تستعمل روابط فنية بلا صلة مع ويكي بيانات
- الحرارة الحمراء على موقع أول موفي.